# THE DAY (ポルノグラフィティの曲)
「THE DAY」（ザ・デイ）は、ポルノグラフィティの楽曲。2016年5月25日にSME Recordsより43作目のシングルとしてリリースされた。

## 概要
前作『オー！リバル』から406日（約1年1か月）ぶりのリリース。
表題曲「THE DAY」は2016年4月3日放送開始のMBS/TBS系列アニメ『僕のヒーローアカデミア』第1期オープニングテーマに起用され、3月26日の情報解禁と同時に楽曲を使用した「アニメ『僕のヒーローアカデミア』PV第5弾」がYouTubeで公開された。また、アニメの初回放送と合わせて着うたの配信が4月3日より各種サイトでスタートした。その後、4月29日に出演したライヴイベント『REQUESTAGE 14』でフルコーラスが先行披露され、5月2日放送の『カフェイン11』でフルコーラスがメディア初解禁となった。

## リリース形態
初回生産限定盤（CD+DVD）、通常盤（CD）、期間生産限定アニメ盤（CD）の3形態でのリリース。
- 初回生産限定盤、通常盤のジャケットはネオン管でタイトルを表現したデザインとなっており[12]、初回生産限定盤は表題曲のMVを収録したDVDが付属する他、2016年のカレンダーカードが封入されている。
- 初回生産限定盤および初回プレス盤には『14thライヴサーキット "The dice are cast" Live in OSAKA-JO HALL 2015』（2016年4月13日リリース）とのW購入者応募特典として「14thライヴサーキット "The dice are cast"の幕入りキーホルダー（A賞）」「銀テープレプリカマスキングテープ（B賞）」「3Dカード型立体パズル 〜組み立てんサイ〜（C賞）」がそれぞれ50名に当たる応募券、2016年9月に横浜スタジアムで開催する『横浜ロマンスポルノ'16』のLIVEチケット先行予約チラシが封入された。
- 期間生産限定アニメ盤は『僕のヒーローアカデミア』描き下ろしジャケット仕様となっており、表面に主人公・緑谷出久とオールマイトが、裏面には緑谷出久と爆豪勝己が描かれている[12][13]。

## プロモーション
本作のリリース前後には下記の6番組に出演し、いずれも「THE DAY」を披露した。
| 放送日  | 番組名                   | 放送局         | 出典   |
| ------- | ------------------------ | -------------- | ------ |
| 5月23日 | プレミアMelodiX!         | テレビ東京     | [ 14 ] |
| 5月27日 | ミュージックステーション | テレビ朝日系列 | [ 15 ] |
| 5月28日 | ミュージックフェア       | フジテレビ系列 | [ 16 ] |
| 5月28日 | CDTV                     | TBS系列        | [ 17 ] |
| 5月31日 | Good Time Music          | TBS系列        | [ 18 ] |
| 6月03日 | バズリズム               | 日本テレビ系列 | [ 19 ] |

また、5月21日にはTOKYO FM 渋谷スペイン坂スタジオで行われた公開生放送『JA全農 COUNTDOWN JAPAN』に出演。また、5月21日から6月17日までの期間限定で、同スタジオ横の看板に「THE DAY」の歌詞の世界観を投影した巨大壁画「CHOOSE YOUR DAY」が展示された。

## チャート成績
CDリリースに先駆け、5月15日に「THE DAY」が先行配信され、翌16日付で各音楽配信サイト上位を独占した。
- iTunes: JPOPトップソングチャート1位、総合トップソングチャート2位
- mora: 総合シングル（単曲）ランキング1位
- レコチョク: シングルランキング デイリー1位
- ドワンゴジェイピー: ラインキングシングルデイリーランキング1位
- music.jp: 音楽ランキングデイリー2位
- オリコン: ミュージックストア総合シングルダウンロードランキング2位

## 収録曲
| #         | タイトル            | 作詞・作曲 | 編曲                                              | 時間  |
| --------- | ------------------- | ---------- | ------------------------------------------------- | ----- |
| 1.        | 「THE DAY」         | 新藤晴一   | 江口亮, Porno Graffitti                           | 4:03  |
| 2.        | 「My wedding song」 | 新藤晴一   | 立崎優介, 近藤隆史, 田中ユウスケ, Porno Graffitti | 4:12  |
| 3.        | 「ルーシーに微熱」  | 岡野昭仁   | 宗本康兵, Porno Graffitti                         | 3:52  |
| 合計時間: | 合計時間:           | 合計時間:  | 合計時間:                                         | 12:07 |

| #  | タイトル                | 作詞 | 作曲・編曲 |
| -- | ----------------------- | ---- | ---------- |
| 1. | 「THE DAY」(Video Clip) |      |            |

## 楽曲解説
1. THE DAY
MBS/TBSアニメ『僕のヒーローアカデミア』第1期オープニングテーマ
  - 少しの怖さを感じながらも自分を信じて新たな一歩を踏み出すことを歌った、疾走感あふれるロックナンバー[23][24]。
  - 曲自体は10thアルバム『RHINOCEROS』の制作段階で出来ていたというが、曲出しが遅かったことから収録が見送られた[25]。また、当初のアレンジは新藤曰く「もうちょっとダンスホールな感じ」であったが、タイアップ起用に合わせて疾走感あるアレンジに変更された[25][26][27]。
  - 歌詞はアレンジが決まってから書かれたもので、「内容に近すぎるとテーマ曲みたいになってしまう」という理由から、新藤はあまり原作を熟読せず、自身のジャンプ魂を呼び起こして詞を書き上げたと振り返っている[25][28]。なお、週刊少年ジャンプ2021年39号に掲載された『僕のヒーローアカデミア』第324話では、煽り文に本楽曲の歌詞の一部が用いられている[29]。
  - 岡野は初めて曲を聴いたときに「壁があったり、足を引っ張るものもあるけど、それでも前に行くんだっていう前向きな気持ちを感じた」といい、レコーディングでは歌詞に気持ちを乗せて、ワナワナした感じで歌ったと振り返っている[注釈 5][28]。また、サビのキーが高いこともあり、スガシカオからは「怪獣みたいな声を出してるね」と言われたとのこと[26]。
  - MVの監督は初タッグとなる荒船泰廣。映像は厳しい現実を生きる中で、それでも進んでいくという力強さを、CGを用いて表現している[24]。
  - 2016年9月3日・4日に開催された『横浜ロマンスポルノ'16 〜THE WAY〜[注釈 6]』では、「THE DAY ～THE WAY ver.～[動画 1]」として、同ライヴ限定のフレーズが付け加えられた[23][30]。
  - 2023年9月8日に公開された『THE FIRST TAKE』第357回では、同チャンネル史上最大規模の編成で本楽曲のスペシャルアレンジを披露[動画 2][31][32][33]。また、翌9日には「JUMP MV」の一環として、原作漫画とのコラボMVがジャンプチャンネルで公開された[動画 3][34]。
2. My wedding song
  - 「ジューンブライダー」以来となるウエディングソング[25]。
  - メンバー2人がマネージャーの結婚式に出席した際にポルノグラフィティの楽曲を全くかけてもらえなかったことがきっかけ[注釈 7]で、「結婚式で使ってもらいやすいような、その人の人生の思い出に寄り添えるような曲になったらいいな」という思いから制作された[28]。
  - 「花嫁が両親に手紙を読み花束贈呈のために歩くその間に使える曲を」と、結婚する二人の歌でなく、両親への想いを綴った歌となっている[25]。
  - 曲中のバンジョーの演奏は新藤によるものである。
3. ルーシーに微熱
  - 岡野の希望により、『14thライヴサーキット "The dice are cast"』全41公演でサポートを務めた野崎真助、野崎森男、宗本康兵が演奏に参加している。

## Guest Musicians
1. THE DAY
  - Drums: ターキー
  - Bass: 高間有一
  - Apf: 野間康介
  - Strings Arrangement & Violin: クラッシャー木村
  - Programming & All Other Instruments: 江口亮(Stereo Fabrication of Youth)
2. My wedding song
  - Drums: 恒岡章
  - Bass: スティング宮本
  - Programming & All Other Instruments: 立崎優介, 近藤隆史(Q.,Ltd), 田中ユウスケ(agehasprings)
3. ルーシーに微熱
  - Drums: 野崎真助
  - Bass: 野崎森男
  - Organ,Epf & Programming: 宗本康兵
  - Clap: パチパチぱっちんず

## 収録作品
| タイトル        | 収録作品 |
| --------------- | --- |
| THE DAY         | - アルバム - 11thアルバム『BUTTERFLY EFFECT』 - ライヴ映像 - 44thシングル『LiAR/真っ白な灰になるまで、燃やし尽くせ』 - ライヴDVD/BD『横浜ロマンスポルノ'16 〜THE WAY〜 Live in YOKOHAMA STADIUM』 - ライヴDVD/BD『PORNOGRAFFITTI 色情塗鴉 Special Live in Taiwan』 - 47thシングル『ブレス』 - ライヴDVD/BD『15thライヴサーキット "BUTTERFLY EFFECT" Live in KOBE KOKUSAI HALL 2018』 - ライヴDVD/BD『ポルノグラフィティ20th Anniversary Special Live Box』 - ライヴDVD/BD『17thライヴサーキット "続・ポルノグラフィティ" Live at TOKYO GARDEN THEATER 2021』 - ライヴ音源 - 11thアルバム『BUTTERFLY EFFECT』 - ライヴアルバム『"NIPPONロマンスポルノ'19〜神vs神〜" DAY1 (LIVE)』 - ライヴアルバム『"NIPPONロマンスポルノ'19〜神vs神〜" DAY2 (LIVE)』 - ライヴDVD/BD『17thライヴサーキット "続・ポルノグラフィティ" Live at TOKYO GARDEN THEATER 2021』 |
| My wedding song | - ライヴ映像 - ライヴDVD/BD『横浜ロマンスポルノ'16 〜THE WAY〜 Live in YOKOHAMA STADIUM』 |
| ルーシーに微熱  | - ライヴ映像 - ライヴDVD/BD『横浜ロマンスポルノ'16 〜THE WAY〜 Live in YOKOHAMA STADIUM』 |